# Carlos Magalhães de Azeredo
Carlos Magalhães de Azeredo (Rio de Janeiro, 7 de setembro de 1872 — Roma, 4 de novembro de 1963) foi um advogado, jornalista, diplomata e escritor brasileiro, um dos fundadores da Academia Brasileira de Letras. 

## Biografia
Nasceu Carlos Magalhães de Azeredo filho póstumo de Caetano Pinto de Azeredo (morto três meses antes de seu nascimento) e de D. Leopoldina Magalhães de Azeredo. Seus primeiros estudos foram no Porto, no Colégio de São Carlos (1879 e 1880), e logo depois retorna ao Brasil, morando em Itu, onde completa a formação preparatória no Colégio São Luís dos padres jesuítas. Aos doze anos já tinha escrito um livro de poesias, intitulado "Inspirações da Infância", que nunca foi publicado. Já aos dezessete anos inicia sua correspondência com Machado de Assis, que logo lhe identifica o valor literário.
Ingressando na Faculdade de Direito do Largo de São Francisco, em 1888, bacharela-se em 1893. Dois anos depois ingressa na carreira diplomática, ocupando diversas funções no estrangeiro. Neste interregno publicou artigos na imprensa paulista e carioca. Encerrou a carreira como representante do Brasil no Vaticano e, tendo sua residência em Roma, esta transforma-se em ponto de encontro dos intelectuais brasileiros em passagem pela Itália.
Foi membro do Instituto Histórico e Geográfico Brasileiro, da Academia Internacional de Diplomacia e do Instituto de Coimbra.
Encontra-se colaboração da sua autoria na revista luso-brasileira Atlântida.

## Carreira diplomática
Segundo secretário da Legação do Brasil no Uruguai (1895-96) e na Santa Sé (1896-1901); promovido a primeiro secretário em 1901 e conselheiro em 1911; ministro residente em Cuba, na América Central (1912) e na Grécia (1913-14); ministro plenipotenciário na Santa Sé (1914-19) e embaixador na mesma (1919-34). 
A 14 de janeiro de 1941, foi agraciado com o grau de Grã-Cruz da Ordem Militar de Cristo, de Portugal.

## Obras
Apesar de relativamente profícuo, sua obra literária é praticamente desconhecida no Brasil, tendo tido bem pouca influência no meio literário do país. Por residir no exterior, entretanto, sua correspondência constitui-se precioso registro histórico de nossa literatura. Em dezembro de 2003 o ex-Presidente e então embaixador em Roma Itamar Franco entregou à Academia Brasileira originais inéditos do autor, por ele encontrados.
Suas obras publicadas foram:
- Alma primitiva, contos (1895)
- José de Alencar, ensaio (1895)
- Procelárias, poesia (1898)
- Portugal no Centenário das Índias, poesia (1898)
- Baladas e Fantasias, contos (1900)
- O Poema da Paz, na Aurora do Século XX (1901)
- Homens e Livros, estudos (1902)
- Horas Sagradas, poesia (1903)
- Odes e Elegias, poesia (1904)
- O Hino de Púrpura, poesia (1906
- Quase Parábola, contos (1913)
- Vida e Sonho, poesia (1919)
- A Volta do Imperador, poesia (1920)
- Laudes do Jardim Real de Atenas, poesia (1921)
- Ariadne, conto (1922)
- Casos do Amor e do Instinto, contos (1924)
- O Eterno e o Efêmero, contos (1936)

## Cartas
De sua intensa correspondência com outros escritores, destacam-se as cartas a Machado de Assis e Mário de Alencar, integrantes do acervo do Arquivo da Academia. Machado tornou-se-lhe tão íntimo missivista que chegou-lhe a fazer confidências não registradas a nenhum outro - esta troca de cartas foi reunida pelo pesquisador norte-americano Carmelo Virgílio, publicada em 1969, pelo Instituto Nacional do Livro.

## Poesia
Filiado ao parnasianismo, tinha na poesia a maioria de suas publicações.

## Academia Brasileira de Letras
Quando da fundação do novo Silogeu, a 28 de janeiro de 1897, foi um dos dez intelectuais convidados para integrar o quadro de fundadores, contando apenas vinte e cinco anos - sendo o mais novo de todos. Ocupou a cadeira 9 da Academia, escolhendo por patrono a Gonçalves de Magalhães. 
Falecendo aos 91 anos de idade, foi o acadêmico que por mais tempo ocupou sua cadeira: sessenta e seis anos.